# Stenasellus guinensis
Stenasellus guinensis är en kräftdjursart som beskrevs av Pedro Ivo Soares Braga 1951. Stenasellus guinensis ingår i släktet Stenasellus och familjen Stenasellidae. Inga underarter finns listade i Catalogue of Life.